# Cantó de Jargeau
El cantó de Jargeau és un cantó francès del departament de Loiret, situat al districte d'Orleans. Té 10 municipis i el cap és Jargeau.

## Municipis
- Darvoy
- Férolles
- Jargeau
- Neuvy-en-Sullias
- Ouvrouer-les-Champs
- Sandillon
- Sigloy
- Tigy
- Vannes-sur-Cosson
- Vienne-en-Val

## Història
| Data d'elecció                           | Identitat       | Partit                     | Qualitat |
| ---------------------------------------- | --------------- | -------------------------- | -------- |
| 1945-1949                                | M. Delahais     | SFIO                       |          |
| 1949-1967                                | Jacques Piédon  | Divers droite              |          |
| 1967-1985                                | André Degraeve  | Divers droite, després RPR |          |
| 1985-1994                                | Ivan Sorgniard  | RPR                        |          |
| 1994-1998                                | François Landré | UDF                        |          |
| 1998-2011                                | Ivan Sorgniard  | RPR, després UMP           |          |
| 2011-                                    | Gérard Malbo    | Divers droite              |          |
| les dades anteriors no són pas conegudes |                 |                            |          |
|                                          |                 |                            |          |

## Demografia
| A partir de 1990: Població sense dobles comptes |